# مارتینیو ریباس
مارتینیو ریباس (اسپانیایی: Martiño Rivas‎؛ زادهٔ ۱۰ ژانویهٔ ۱۹۸۵) بازیگر اهل اسپانیا است. وی دانش‌آموختۀ مدرسه مرکزی سلطنتی گفتار و نمایش و دانشگاه سانتیاگو د کامپوستلا است و از سال ۱۹۹۸ میلادی تاکنون مشغول فعالیت بوده‌است.
او در سال ۲۰۰۸ میلادی، نامزدِ دریافتِ جایزه گویای «بهترین بازیگر جدید» بود.
از فیلم‌ها یا مجموعه‌های تلویزیونی که وی در آن‌ها نقش داشته است، می‌توان به آفتابگردان‌های کور، مدرسه شبانه‌روزی، دختران تلفنچی، سه عروسی دیگر و اس‌ام‌اس: بی‌واهمه از رؤیا اشاره نمود.